# 阿尔温·朔克默勒
阿尔温·朔克默勒（德語：Alwin Schockemöhle，1937年5月29日—），德国男子马术运动员。他曾代表德国联队和西德参加1960年、1968年和1976年夏季奥林匹克运动会马术比赛，获得二枚金牌、一枚银牌和一枚铜牌。

## 家庭
弟弟保罗·朔克默勒。